# Bòbila romana de Fenals
La bòbila romana de Fenals és a l'indret conegut com a Pla de Fenals, davant de la riera Passapera (que desemboca a la platja de Fenals) i entre els carrers Francesc Layret i Riu de la Plata, a la vila de Lloret de Mar. Es considera que aquesta bòbila s'establí cap al segle I dC i s'hi fabricaven estris de ceràmica, sobretot àmfores vinàries destinades predominantment a envasar vi. Els materials d'importació trobats al jaciment han permès concretar més les datacions per a la vida del taller en un període que va entre els anys 20/15 aC i el 80/85 dC. La bòbila no va patir cap destrucció. Simplement va deixar de funcionar quan va minvar el comerç de vi, tal com va passar amb altres bòbiles del litoral (Malgrat, Llafranc, Palamós…) que per la mateixa època van deixar de funcionar o van disminuir la seva producció. El jaciment es troba tapat i no es pot visitar.

## Excavació del jaciment
L'any 1972, amb la instal·lació d'unes canonades d'aigua al carrer Francesc Lairet, es van descobrir diversos materials ceràmics d'època romana, però no es va poder aconseguir l'autorització dels propietaris per realitzar prospeccions i el jaciment restà paralitzat i amagat. L'any 1983 es va concedir llicència d'obres (supeditada a la possible aparició de restes arqueològiques) per a la construcció de tres edificis en el solar entre els carrers Francesc Layret i Rio de la Plata, la riera Passapera i el carrer Pla de Fenals. Durant les obres es van localitzar restes de murs i materials ceràmics i es va realitzar una primera intervenció arqueològica, supervisada per Joan Domenech, que va permetre aclarir que no es tractava només d'un abocador, sinó d'un conjunt més complex i, per tant, es va passar el seu estudi al Servei d'Arqueologia de la Generalitat de Catalunya. Pel febrer de 1984 el Centre d'Investigacions Arqueològiques de Girona va iniciar una actuació d'urgència, revisant el material i l'estratigrafia del jaciment. L'estratigrafia està caracteritzada per un sol nivell arqueològic. Al jaciment s'hi han establert dues fases d'activitat: una primera corresponent a l'inici de l'ocupació i una segona de més expansió, a la qual correspon tot el conjunt edificat posat al descobert durant l'excavació.

## Arquitectura, espais i estructures
El conjunt excavat està format per vuit d'àmbits separats per paraments de pedra, envoltant un gran recinte en forma de pati descobert. L'àmbit 0 és un espai triangular de 84 m² fora de l'edifici. L'àmbit I és una nau localitzada al sector nord, de 23 m una ala i 25 m l'altra amb una amplada màxima de 7 m. L'àmbit II és el pati interior de 600 m² on es van trobar poques restes de material arqueològic. L'àmbit IIa és una petita dependència de 5 metres de llarg per 3 d'ample a l'espai interior del pòrtic entrant des del sud. Contenia poques restes materials. L'àmbit IIb ocupa el corredor d'accés sud al pati. Segurament era un espai descobert i s'hi han recollit restes d'àmfora molt trencades i fragments de teules de l'enderroc de l'àmbit IIa. L'àmbit IIc és un petit recinte quadrat de 16 m², al sud-oest de l'àmbit II. S'hi ha recollit només algunes restes de teules i d'àmfora i alguna moneda. L'Àmbit III és la continuació de la nau de l'àmbit I i és una habitació dividida en dos espais desiguals. A l'interior es van trobar elements per al sosteniment de la coberta (una pedra de molí rotatori que servia de basament, teules lligades amb argamassa…) també s'hi van trobar restes d'àmfora i claus de ferro. Una d'aquestes estances de l'àmbit III és la que contenia més objectes de metall de tot el jaciment (una moneda, claus de bronze, una agulla de bronze…). L'àmbit IV, a la zona sud de l'edificació, és un espai triangular d'uns 300 m² on s'han conservat diferents elements estructurals (un mur, un sector de forn, un abocador i una estructura circular de pedra que podria ser una bassa de decantació d'argila). No s'hi va trobar cap mena de materials, però s'hi va detectar la presència de sorres de gra petit associades a dipòsits de sedimentació fluvial de la riera Passapera. L'àmbit V és una habitació de 30 m², al costat sud-oest que presenta símptomes d'haver patit la crescuda del nivell de les aigües de la riera Passapera. A l'àmbit V s'hi van trobar poques restes (una moneda, teules, una desena de claus de ferro i un pondus). L'àmbit VI, al costat del V, mesura 7,5 metres d'ample per 4,5 de llarg, i no s'hi ha recollit cap mena de material. L'àmbit VII, ocupa uns 6m² i és al nord de l'edificació, és un espai aïllat i incomplet (a causa de la construcció de l'edifici del costat) i aquí hi havia les restes d'un dels abocadors. S'hi conserven moltes restes d'àmfora força senceres.

## Ceràmica
Al jaciment s'hi van trobar dos tipus de ceràmica: 
- Ceràmica d'importació (que es comprava als mercats de la zona o per comerç de cabotatge) i ceràmica de fabricació pròpia. La ceràmica d'importació és de categories molt diverses i procedeix també de diverses regions: Ceràmica fina de taula amb presència abundant de sigil·lades de producció itàlica, un altre conjunt de sigil·lada sud-gal·lica d'època flàvia, gots de parets fines per beure de la Bètica, ceràmica comuna d'importació itàlica (una cassola per a coure aliments, plats amb vernís roig pompeià i un morter), ceràmica africana de cuina, llànties centreitanianes i àmfores de la Bètica.

- Ceràmica de fabricació local, que reflecteix els models que es produïen en aquell moment. La majoria s'han trobat als abocadors del taller (rebutjos o peces amb defectes de cocció). N'hi ha de diversos tipus: Ceràmica comuna destinada a l'ús quotidià amb gran diversitat de formes i variants (tapadores, plats, cassoles, morters, olles, recipients per guardar provisions, bols, gots i bols de parets fines, tasses, embuts, petites àmfores, gerres, ampolles…), ceràmica de cuina reduïda i oxidada coneguda com a ceràmica grollera per l'elaboració poc cuidada amb un repertori més limitat (olles, plat, gerra, gibrells), dolia i grans contenidors (amb escassa presència al jaciment i que servien principalment per emmagatzemar les collites) i les àmfores (trobades en un nombre molt elevat i n'hi ha de quatre tipus: Tarraconense 1, Tarraconense 2/Fenals 1, Pascual 1 i Dressel 2-4, totes són amb pivot i sense fons pla i destinades al transport de vi). També es van trobar materials de terracota que es fabricaven a la bòbila de la platja de Fenals per a ser utilitzats per a la construcció: materials per a la cobertura de la teulada (teules, teules corbades…), materials de les elevacions (totxos, semicercles de columna, bobines). També es van trobar al jaciment altres objectes ceràmics de tipus divers que no es poden incloure en les agrupacions anteriors, com pondera, test o un cap de gos.

## Vidre i pasta de vidre
El nombre de peces de vidre i de pasta de vidre trobats a la bòbila és poc nombrós. Es van trobar peces de taula de vidre (bols, gots i copes) per a ús privat dels habitants de la bòbila, i també altres fragments de materials diversos com peces de tocador. Les peces de pasta vítria més corrents són els bols semiesfèrics, amb la vora apuntada i molt poc diferenciada, llisos o amb un apèndix en forma de costella.

## Objectes metal·lics
A la bòbila de la platja de Fenals s'han trobat claus de ferro, material de bonze destinat a ús personal (fragments de fíbula, una sivella o objectes de mobiliari, objectes d'higiene com un strigillum) i material de bronze per a objectes de mobiliari (com una xarnera de moble o d'arqueta). També es van trobar objectes de plom relacionats amb tasques productives (com pesos massissos, de forma troncopiramidal, o grapes de plom que servien per a la reparació de peces de ceràmica trencades).
Es van trobar un total de vint-i-una monedes disseminades pels diversos àmbits del jaciment. D'aquestes, setze s'han pogut identificar (de les quals deu són encunyades a Empúries) i cinc són il·legibles.